# Villedômain
Villedômain là một xã thuộc tỉnh Indre-et-Loire trong vùng Centre-Val de Loire ở miền trung nước Pháp. Theo điều tra dân số năm 2006 của INSEE này có dân số 117 người. Xã nằm ở khu vực có độ cao từ 116-163 mét trên mực nước biển.
Thị trấn tọa lạc ở ở hữu ngạn của sông the Indrois, sông chảy theo hướng tây bắc qua giữa thị trấn.